# Lagune volcanique de La Alberquilla
La lagune volcanique de La Alberquilla est une lagune volcanique de la péninsule Ibérique qui se trouve dans le territoire communal espagnol de Mestanza, dans la province de Ciudad Real, Castille-La Manche. Elle a été déclarée monument naturel.

## Description

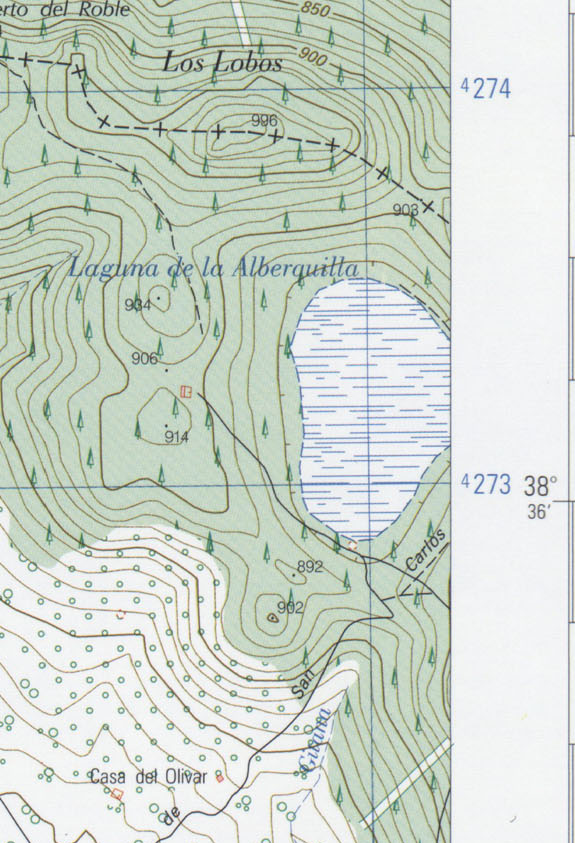
Lagune de la Alberquilla sur la feuille 836-I de la Carte Topographique Nationale. © Institut Géographique National.

La lagune volcanique de La Alberquilla est située dans le territoire communal de la province de Ciudad Real de Mestanza, dans la communauté autonome de Castille-La Manche.
Cette lagune s'étend sur une propriété privée et est la seule d'origine volcanique dans la région qui se trouve "pendue" dans la partie haute d'une montagne de quartzite. Dans cet espace naturel se trouve un unique affleurement volcanique, consistant en un cratère d'explosion qui a donné origine à un maar, dans l'intérieur duquel est située la lagune de La Alberquilla. L'explosion hydromagmatique a laissé des petits dépôts pyroclastiques (fragments de roche magmatique) sur les bords ouest et sud, situés dans les échancrures qu'ont laissées les crêtes abaissées des versants qui délimitent le maar, constitués par des bancs de quartzites et ardoises ordoviciennes.
La lagune a obtenu le statut de monument naturel en octobre 1999, avec publication du décret dans le Journal Officiel de Castille-La Manche. L'espace présente une surface de 111 hectares,.